# Intelsat 10-02
Intelsat 10-02 je komunikacijski satelit tvrtke Intelsat. 
Izradila ga je tvrtka EADS Astrium. Smješten je na orbitalnoj poziciji od 1° zapadno.  Lansiran je u orbitu s noseće ruske rakete Proton M 16. lipnja 2004. iz kozmodroma Bajkonur u Kazahstanu.  Raspolaže sa 70 C band i 36 Ku band transpondera. Masa mu iznosi 5.575 kg, a snaga 8.000 W. Predviđeni rok trajanja je oko 13 godina.

## Vanjske poveznice
- Službena stranica tvrtke Intelsat
- Pregled kanala koji emitiraju s Intelsat-a 10-02
- Pregled pokrivanja signalom  Arhivirana inačica izvorne stranice od 20. prosinca 2008. (Wayback Machine)